# Distretto di Cerro Azul
Il distretto di Cerro Azul è uno dei sedici distretti della provincia di Cañete, in Perù. Si trova nella regione di Lima e si estende su una superficie di 105,17 chilometri quadrati.
Istituito il 16 agosto 1921, ha per capoluogo la città di Cerro Azul.